# Torrebruna
Torrebruna ist eine italienische Gemeinde (comune) mit 668 Einwohnern (Stand 31. Dezember 2023) in der Provinz Chieti in den Abruzzen. Die Gemeinde liegt etwa 61,5 Kilometer südsüdöstlich von Chieti und gehört zur Comunità montana Alto Vastese.